# Persone di nome Domenico
| Questa pagina contiene informazioni ricavate automaticamente dalle voci biografiche con l'ausilio del template Bio e di un bot. L'aggiornamento è periodico e automatico e ricostruisce completamente la pagina. Se manca una persona in questa lista, sei pregato di non aggiungerla, ma accertati piuttosto che la sua voce biografica contenga il template Bio e che i dati anagrafici siano correttamente compilati. Se il template Bio manca, inseriscilo tu stesso o, in alternativa, metti l'avviso {{tmp\|Bio}} che ne segnala la mancanza. Se i dati riportati sono sbagliati, correggi direttamente la voce biografica; le modifiche saranno visibili in questa lista entro pochi giorni. Per chiarimenti vedi il progetto antroponimi. La lista contiene solo le 1.116 persone che sono citate nell'enciclopedia e per le quali è stato implementato correttamente il template Bio. Pagina aggiornata al 6 ago 2025. |

Questa è una lista di persone presenti nell'enciclopedia che hanno il nome Domenico, suddivise per attività principale.

## Abati(6)
- Domenico Capitanio, abate, predicatore e scrittore italiano (Monopoli, n. 1814 - Monopoli, † 1899)
- Domenico di Silos, abate e santo spagnolo (Cañas - Santo Domingo de Silos, † 1073)
- Domenico di Sora, abate italiano (Foligno, n. 951 - Sora, † 1031)
- Domenico Nocca, abate e botanico italiano (n. 1758 - † 1841)
- Domenico Sacchinelli, abate italiano (Pizzoni, n. 1766 - Monteleone, † 1844)
- Domenico Troili, abate e naturalista italiano (Macerata, n. 1722 - Macerata, † 1793)

## Agronomi(5)
- Domenico Berra, agronomo e avvocato italiano (Milano, n. 1771 - Milano, † 1835)
- Domenico Casella, agronomo italiano (Cosenza, n. 1898 - Portici, † 1978)
- Domenico Marchetti, agronomo italiano (Arborio, n. 1903 - Arborio, † 1983)
- Domenico Pecile, agronomo e politico italiano (Udine, n. 1852 - San Giorgio della Richinvelda, † 1924)
- Domenico Sciacca Della Scala, agronomo e politico italiano (Patti, n. 1844 - Roma, † 1900)

## Allenatori di calcio(16)
- Domenico Bosi, allenatore di calcio e calciatore italiano (Castel Bolognese, n. 1921 - Castel Bolognese, † 2021)
- Domenico Botticella, allenatore di calcio, disegnatore e ex calciatore italiano (San Giovanni Rotondo, n. 1976)
- Domenico Casati, allenatore di calcio e ex calciatore italiano (Treviglio, n. 1943)
- Domenico Cristiano, allenatore di calcio e ex calciatore italiano (Ravenna, n. 1976)
- Domenico De Simone, allenatore di calcio e ex calciatore italiano (Napoli, n. 1975)
- Domenico Delli Pizzi, allenatore di calcio e ex calciatore italiano (Pescara, n. 1955)
- Domenico Di Carlo, allenatore di calcio e ex calciatore italiano (Cassino, n. 1964)
- Domenico Di Cecco, allenatore di calcio e ex calciatore italiano (Lanciano, n. 1983)
- Domenico Doardo, allenatore di calcio e ex calciatore italiano (Verona, n. 1974)
- Domenico Giacomarro, allenatore di calcio e ex calciatore italiano (Marsala, n. 1963)
- Domenico Giampà, allenatore di calcio e ex calciatore italiano (Girifalco, n. 1977)
- Domenico Moro, allenatore di calcio e ex calciatore italiano (Roncade, n. 1962)
- Domenico Rosati, allenatore di calcio e calciatore italiano (San Benedetto del Tronto, n. 1929 - Chieti, † 1985)
- Domenico Tedesco, allenatore di calcio italiano (Rossano, n. 1985)
- Domenico Toscano, allenatore di calcio e ex calciatore italiano (Cardeto, n. 1971)
- Domenico Ventura, allenatore di calcio e ex calciatore italiano (Catania, n. 1949)

## Alpinisti(1)
- Domenico Vallino, alpinista e fotografo italiano (Bra, n. 1842 - Biella, † 1913)

## Ambasciatori(1)
- Domenico Dandolo, ambasciatore, mercante e politico italiano

## Ammiragli(1)
- Domenico Cavagnari, ammiraglio italiano (Genova, n. 1876 - Roma, † 1966)

## Anatomisti(2)
- Domenico Maria Gusmano Galeazzi, anatomista italiano (Bologna, n. 1686 - Bologna, † 1775)
- Domenico Marchetti, anatomista, chirurgo e medico italiano (Padova, n. 1626 - Padova, † 1688)

## Antifascisti(3)
- Domenico Bovone, antifascista italiano (Bosco Marengo, n. 1903 - Roma, † 1932)
- Domenico Rasi, antifascista e partigiano italiano (Cesena, n. 1924 - Cattolica, † 1944)
- Domenico Tosetti, antifascista e poliziotto italiano (La Spezia, n. 1924 - La Spezia, † 1950)

## Antiquari(1)
- Domenico Augusto Bracci, antiquario italiano (Firenze, n. 1717 - Firenze, † 1795)

## Arbitri di calcio(6)
- Domenico Celi, ex arbitro di calcio italiano (Bari, n. 1973)
- Domenico Enrietti, arbitro di calcio italiano
- Domenico Falzier, ex arbitro di calcio italiano (Treviso, n. 1942)
- Domenico Lops, arbitro di calcio italiano (Andria, n. 1938)
- Domenico Messina, ex arbitro di calcio italiano (Cava de' Tirreni, n. 1962)
- Domenico Serafino, ex arbitro di calcio italiano (Locri, n. 1936)

## Archeologi(4)
- Domenico Faccenna, archeologo italiano (Castel Madama, n. 1923 - Roma, † 2008)
- Domenico Mustilli, archeologo italiano (Napoli, n. 1899 - Napoli, † 1966)
- Domenico Sestini, archeologo e numismatico italiano (Firenze, n. 1750 - Firenze, † 1832)
- Domenico Spinelli, archeologo e numismatico italiano (Frasso Telesino, n. 1788 - Napoli, † 1863)

## Architetti(37)
- Domenico Adamini, architetto svizzero (Agra, n. 1792 - † 1860)
- Domenico di Baccio d'Agnolo, architetto italiano (Firenze, n. 1511)
- Domenico da Cortona, architetto e intagliatore italiano (Cortona, n. 1465 - Parigi, † 1549)
- Domenico Cardini, architetto italiano (Pietrasanta, n. 1913 - Firenze, † 1997)
- Domenico Cerato, architetto e presbitero italiano (n. 1715 - Padova, † 1792)
- Domenico Chelli, architetto, scenografo e pittore italiano (Firenze, n. 1746 - † 1820)
- Domenico Corti, architetto italiano (Vergobbio, n. 1783 - Trieste, † 1842)
- Domenico Cossetti, architetto e incisore italiano (Colorno, n. 1752 - Parma, † 1802)
- Domenico Cuciniello, architetto, litografo e ingegnere italiano (Resina, n. 1780 - Napoli, † 1840)
- Domenico Curtoni, architetto italiano (n. 1556 - † 1629)
- Domenico Di Bari, architetto italiano (Andria, n. 1925 - Bari, † 2009)
- Domenico di Agostino, architetto e scultore italiano (Siena - Siena, † 1366)
- Domenico da Capodistria, architetto e scultore (Capodistria - Vicovaro, † 1464)
- Domenico Ferri, architetto e scenografo italiano (Selva Malvezzi, n. 1795 - Torino, † 1878)
- Domenico Filippone, architetto e urbanista italiano (Napoli, n. 1903 - Caracas, † 1970)
- Domenico Fontana, architetto italiano (Melide, n. 1543 - Napoli, † 1607)
- Domenico Gilardi, architetto svizzero (Montagnola, n. 1785 - Milano, † 1845)
- Domenico Giunti, architetto, pittore e ingegnere italiano (Prato, n. 1505 - Guastalla, † 1560)
- Domenico Gregorini, architetto italiano (Roma, n. 1692 - Roma, † 1777)
- Domenico Jannetti, architetto e ingegnere italiano (Roma, n. 1815 - Roma, † 1889)
- Domenico Lo Faso Pietrasanta, architetto, archeologo e letterato italiano (Palermo, n. 1783 - Firenze, † 1863)
- Domenico Martinelli, architetto italiano (Lucca, n. 1650 - † 1718)
- Domenico Merlini, architetto italiano (Castello Valsolda, n. 1730 - Varsavia, † 1797)
- Domenico Morelli, architetto e ingegnere italiano (Napoli, n. 1900 - Torino, † 1998)
- Ico Parisi, architetto, designer e fotografo italiano (Palermo, n. 1916 - Como, † 1996)
- Domenico Pelli, architetto e imprenditore svizzero (Aranno, n. 1657 - Rendesburgo, † 1728)
- Domenico Ponzello, architetto italiano (Caravonica)
- Domenico Rossi, architetto svizzero (Morcote, n. 1657 - Venezia, † 1737)
- Domenico Egidio Rossi, architetto italiano (Fano, n. 1659 - Fano, † 1715)
- Domenico Rupolo, architetto italiano (Caneva, n. 1861 - Caneva, † 1945)
- Domenico Maria Sala, architetto svizzero (Roveredo, n. 1727 - Eichstätt, † 1808)
- Domenico Schiavi, architetto italiano (Tolmezzo, n. 1718 - † 1795)
- Domenico Spotorno, architetto italiano (Savona - Ales, † 1702)
- Domenico Tibaldi, architetto, pittore e incisore italiano (Bologna, n. 1541 - Bologna, † 1583)
- Domenico Trezzini, architetto e urbanista svizzero (Astano, n. 1670 - San Pietroburgo, † 1734)
- Domenico Luigi Valeri, architetto e pittore italiano (Jesi, n. 1701 - Camerino, † 1770)
- Domenico dell'Allio, architetto italiano (Scaria, n. 1515 - Croazia, † 1563)

## Arcivescovi cattolici(23)
- Domenico Arcaroli, arcivescovo cattolico italiano (Vico del Gargano, n. 1731 - Vico del Gargano, † 1826)
- Domenico Benedetto Balsamo, arcivescovo cattolico italiano (Messina, n. 1759 - Monreale, † 1844)
- Domenico Caliandro, arcivescovo cattolico italiano (Ceglie Messapica, n. 1947)
- Domenico Caloyera, arcivescovo cattolico italiano (Istanbul, n. 1915 - Aosta, † 2007)
- Domenico Andrea Cavalcanti, arcivescovo cattolico italiano (Caccuri, n. 1698 - Trani, † 1769)
- Domenico Umberto D'Ambrosio, arcivescovo cattolico italiano (Peschici, n. 1941)
- Domenico Enrici, arcivescovo cattolico e diplomatico italiano (Cervasca, n. 1909 - Cervasca, † 1997)
- Domenico Genovesi, arcivescovo cattolico italiano (Roma, n. 1765 - Roma, † 1835)
- Domenico Graziani, arcivescovo cattolico italiano (Calopezzati, n. 1944)
- Domenico Grimaldi, arcivescovo cattolico italiano (Avignone, † 1592)
- Domenico Guadalupi, arcivescovo cattolico italiano (Brindisi, n. 1811 - Salerno, † 1878)
- Domenico Gaspare Lancia di Brolo, arcivescovo cattolico italiano (Palermo, n. 1825 - † 1919)
- Domenico Menna, arcivescovo cattolico italiano (Chiari, n. 1875 - Gussago, † 1957)
- Domenico Narni Mancinelli, arcivescovo cattolico italiano (Nola, n. 1772 - Napoli, † 1848)
- Domenico Pastorello, arcivescovo cattolico italiano (Bagnoregio - Viterbo, † 1547)
- Domenico Picchinenna, arcivescovo cattolico italiano (Melfi, n. 1912 - Roma, † 2004)
- Domenico Rosso, arcivescovo cattolico italiano (Napoli, n. 1675 - † 1747)
- Domenico Sorrentino, arcivescovo cattolico italiano (Boscoreale, n. 1948)
- Domenico Vacchiano, arcivescovo cattolico italiano (Cicciano, n. 1914 - Cicciano, † 2001)
- Domenico Ventura, arcivescovo cattolico italiano (Bisceglie, n. 1806 - Amalfi, † 1862)
- Domenico Zauli, arcivescovo cattolico italiano (Faenza, n. 1638 - † 1722)
- Domenico Zicari, arcivescovo cattolico italiano (Cosenza, n. 1690 - Reggio Calabria, † 1760)
- Domenico de Marini, arcivescovo cattolico italiano (Roma, n. 1599 - Avignone, † 1669)

## Artigiani(3)
- Domenico Cabianca, artigiano italiano (Bassano - Piacenza, † 1550)
- Domenico Colombo, artigiano e mercante italiano (n. 1418 - Genova)
- Domenico Lusverg, artigiano e progettista italiano (Fazzano, Correggio, n. 1669 - Roma, † 1744)

## Artisti(2)
- Domenico Mondo, artista italiano (Capodrise, n. 1723 - Napoli, † 1806)
- Domenico Paladino, artista, pittore e scultore italiano (Paduli, n. 1948)

## Astronomi(1)
- Domenico Maria Novara da Ferrara, astronomo italiano (Ferrara, n. 1454 - Bologna, † 1504)

## Attivisti(1)
- Domenico Sereno Regis, pacifista italiano (Torino, n. 1921 - Torino, † 1984)

## Attori(18)
- Domenico Balsamo, attore italiano (Napoli, n. 1979)
- Memo Benassi, attore italiano (Sorbolo, n. 1891 - Bologna, † 1957)
- Domenico Centamore, attore italiano (Scordia, n. 1967)
- Adriano Chiaramida, attore italiano (Livorno, n. 1941)
- Domenico Cianfriglia, attore e stuntman italiano (Anzio, n. 1938 - Roma, † 2020)
- Domenico Cuomo, attore italiano (Gragnano, n. 2004)
- Domenico Diele, attore italiano (Siena, n. 1985)
- Domenico Fortunato, attore e regista italiano (Taranto, n. 1962)
- Domenico Gambino, attore, regista e sceneggiatore italiano (Torino, n. 1890 - Roma, † 1968)
- Domenico Gennaro, attore italiano (Catania, n. 1948)
- Domenick Lombardozzi, attore statunitense (New York, n. 1976)
- Mimì Maggio, attore e cantante italiano (Napoli, n. 1879 - Roma, † 1943)
- Mimmo Mignemi, attore e regista teatrale italiano (Catania, n. 1956)
- Domenico Minutoli, attore italiano (Messina, n. 1947 - Messina, † 2023)
- Nico Pepe, attore e regista teatrale italiano (Udine, n. 1907 - Udine, † 1987)
- Franco Ressel, attore italiano (Napoli, n. 1925 - Roma, † 1985)
- Domenico Santoro, attore italiano (Napoli, n. 1958)
- Domenico Serra, attore italiano (Crescentino, n. 1899 - Roma, † 1965)

## Attori teatrali(5)
- Dominique Biancolelli, attore teatrale italiano (Bologna, n. 1636 - Parigi, † 1688)
- Domenico Antonio Di Fiore, attore teatrale, librettista e compositore italiano (Napoli, n. 1686 - Napoli, † 1755)
- Domenico Locatelli, attore teatrale italiano (n. 1613 - Parigi, † 1671)
- Domenico Majone, attore teatrale italiano (Napoli, n. 1844 - Firenze, † 1872)
- Domenico Rame, attore teatrale italiano (Lonato, n. 1885 - Varese, † 1948)

## Aviatori(3)
- Domenico Acerbi, aviatore e religioso italiano (Venezia, n. 1900 - Venezia, † 1984)
- Domenico Laiolo, aviatore e militare italiano (Alessandria, n. 1920 - Torino, † 2002)
- Domenico Piccoli, aviatore italiano (Schio, n. 1882 - Quinzano, † 1967)

## Avvocati(10)
- Domenico Buffa, avvocato, giornalista e politico italiano (Ovada, n. 1818 - Torino, † 1858)
- Domenico Duranti Valentini, avvocato e politico italiano (Roccantica, n. 1821 - † 1890)
- Domenico Lanza, avvocato e naturalista italiano (n. 1868 - † 1940)
- Domenico Raffaello Lombardi, avvocato e politico italiano (Merano, n. 1928 - Isernia, † 2013)
- Domenico Marzi, avvocato e politico italiano (Frosinone, n. 1954)
- Domenico Raccuini, avvocato e politico italiano (Rieti, n. 1854 - Firenze, † 1920)
- Domenico Romano Carratelli, avvocato e politico italiano (Reggio Calabria, n. 1941 - Vibo Valentia, † 2020)
- Domenico Tripepi, avvocato e politico italiano (Reggio Calabria, n. 1889 - † 1962)
- Domenico Valenzani, avvocato e politico italiano (Frascati, n. 1874 - Frascati, † 1931)
- Domenico de Roberto, avvocato, giurista e politico italiano (Sieti, n. 1849 - Napoli, † 1911)

## Banchieri(1)
- Domenico Balduino, banchiere italiano (Gibilterra, n. 1824 - Roncegno, † 1885)

## Baritoni(2)
- Delfino Menotti, baritono italiano (Fiumicello, n. 1858 - Trieste, † 1937)
- Domenico Viglione Borghese, baritono e attore italiano (Mondovì, n. 1877 - Milano, † 1957)

## Bassi-baritoni(1)
- Domenico Cosselli, basso-baritono italiano (Parma, n. 1801 - Parma, † 1855)

## Bassisti(1)
- Domenico Loparco, bassista italiano (Bologna, n. 1962)

## Beati(1)
- Domenico e Gregorio, beato spagnolo

## Bibliotecari(1)
- Domenico Bassi, bibliotecario, filologo classico e papirologo italiano (Varallo Sesia, n. 1859 - Bellano, † 1943)

## Biochimici(1)
- Domenico Romeo, biochimico italiano (Monfalcone, n. 1938)

## Biologi(1)
- Maurizio Roffredi, biologo e abate italiano (Torino, n. 1711 - Torino, † 1805)

## Bobbisti(1)
- Domenico Semeraro, bobbista svizzero (n. 1964)

## Botanici(1)
- Domenico Bruschi, botanico e avvocato italiano (Perugia, n. 1787 - † 1863)

## Briganti(5)
- Domenico Amorotto, brigante italiano (Corneto, † 1523)
- Azzariti, brigante italiano (San Pietro a Maida)
- Domenico Colese, brigante italiano (Roccasecca, n. 1607 - Napoli, † 1648)
- Domenico Rizzo, brigante italiano (Laurenzana - Potenza, † 1810)
- Domenico Tiburzi, brigante italiano (Pianiano, n. 1836 - Capalbio, † 1896)

## Calciatori(39)
- Domenico Agostini, ex calciatore italiano (Ascoli Piceno, n. 1964)
- Domenico Alice, calciatore italiano (Stazzano, n. 1901)
- Domenico Berardi, calciatore italiano (Cariati, n. 1994)
- Domenico Bertazzoli, calciatore italiano (Pontevico, n. 1913)
- Domenico Capello, calciatore italiano (Torino, n. 1888 - Torino, † 1926)
- Domenico Caso, ex calciatore, allenatore di calcio e dirigente sportivo italiano (Eboli, n. 1954)
- Domenico Cecere, calciatore italiano (Caserta, n. 1972 - Carinola, † 2023)
- Domenico Cremonesi, calciatore italiano (Codogno, n. 1919 - Genova, † 1983)
- Domenico Criscito, ex calciatore italiano (Cercola, n. 1986)
- Domenico D'Alberto, calciatore ungherese (Budapest, n. 1907 - Budapest, † 1968)
- Domenico De Dominicis, ex calciatore italiano (Porto Ercole, n. 1937)
- Domenico De Nicola, calciatore italiano (Castellammare di Stabia, n. 1911 - Napoli, † 2003)
- Domenico De Vito, calciatore italiano (Angri, n. 1927 - Angri, † 2014)
- Domenico Debarbieri, calciatore italiano (La Spezia, n. 1907 - Roma, † 1970)
- Domenico Filipponi, calciatore italiano († 1975)
- Domenico Fontana, ex calciatore italiano (Marano Vicentino, n. 1943)
- Domenico Frare, calciatore italiano (Conegliano, n. 1996)
- Domenico Galli, calciatore italiano (Saronno, n. 1885)
- Domenico Gambino, calciatore italiano (Rocchetta Tanaro, n. 1920 - Caresanablot, † 1961)
- Domenico Gariglio, calciatore italiano (Torino, n. 1903 - Torino, † 1957)
- Domenico Giacobbe, calciatore e allenatore di calcio italiano (Acqui Terme, n. 1912)
- Domenico Giorda, calciatore italiano (Castellamonte, n. 1894 - Castellamonte, † 1962)
- Domenico Greppi, calciatore italiano (Vercelli, n. 1903 - Biella, † 1975)
- Domenico La Forgia, calciatore italiano (Molfetta, n. 1928 - Brindisi, † 2018)
- Domenico Labrocca, calciatore e allenatore di calcio italiano (Asmara, n. 1952 - † 2022)
- Domenico Locatelli, calciatore italiano (Lecce, n. 1903 - Lecce, † 2013)
- Domenico Maggiora, ex calciatore e allenatore di calcio italiano (Quattordio, n. 1955)
- Domenico Marchetti, calciatore italiano (Chioggia, n. 1895)
- Domenico Marocchino, ex calciatore italiano (Vercelli, n. 1957)
- Domenico Monterisi, calciatore italiano (Cerignola, n. 1920 - Trepoli, Albania, † 1941)
- Domenico Morfeo, ex calciatore italiano (San Benedetto dei Marsi, n. 1976)
- Domenico Mussino, ex calciatore italiano (Trino Vercellese, n. 1926)
- Domenico Oliva, calciatore italiano (Genova, n. 1904)
- Domenico Parola, calciatore e allenatore di calcio italiano (Laveno, n. 1945 - Besozzo, † 1998)
- Domenico Penzo, ex calciatore italiano (Chioggia, n. 1953)
- Domenico Sedino, calciatore italiano (Torino, n. 1897)
- Domenico Spadoni, calciatore italiano (Lugo, n. 1912 - Lugo, † 1986)
- Domenico Tosi, calciatore italiano (Formigine, n. 1924 - Formigine, † 1979)
- Domenico Volpati, ex calciatore italiano (Novara, n. 1951)

## Canoisti(1)
- Domenico Cannone, ex canoista italiano (Bari, n. 1973)

## Canottieri(2)
- Domenico Cambieri, canottiere italiano (Lovere, n. 1914 - Lovere, † 1988)
- Domenico Montrone, canottiere italiano (Bari, n. 1986)

## Cantanti(4)
- Domenico Attanasio, cantante italiano (Napoli, n. 1926 - Napoli, † 2021)
- Nino De Angelo, cantante e attore tedesco (Karlsruhe, n. 1963)
- Domenico Mattia, cantante italiano (Bitonto, n. 1958 - Milano, † 2008)
- Joe Yellow, cantante e produttore discografico italiano (n. 1958)

## Cantanti lirici(1)
- Domenico Bruni, cantante lirico italiano (Fratta, n. 1758 - Fratta, † 1821)

## Cantautori(4)
- Nico Fidenco, cantautore e compositore italiano (Roma, n. 1933 - Roma, † 2022)
- Mimmo Locasciulli, cantautore italiano (Penne, n. 1949)
- Domenico Modugno, cantautore, chitarrista e attore italiano (Polignano a Mare, n. 1928 - Lampedusa, † 1994)
- Scarda, cantautore italiano (Napoli, n. 1986)

## Cantori(1)
- Domenico Pietro Cerone, cantore, presbitero e teorico della musica italiano (Bergamo, n. 1566 - Napoli, † 1625)

## Cardinali(33)
- Domenico Agostini, cardinale e patriarca cattolico italiano (Treviso, n. 1825 - Venezia, † 1891)
- Domenico Bartolini, cardinale e storico italiano (Roma, n. 1813 - Firenze, † 1887)
- Domenico Bartolucci, cardinale, compositore e direttore di coro italiano (Borgo San Lorenzo, n. 1917 - Roma, † 2013)
- Domenico Battaglia, cardinale e arcivescovo cattolico italiano (Satriano, n. 1963)
- Domenico Calcagno, cardinale e arcivescovo cattolico italiano (Parodi Ligure, n. 1943)
- Domenico Capranica, cardinale, vescovo cattolico e umanista italiano (Capranica Prenestina, n. 1400 - Roma, † 1458)
- Domenico Carafa della Spina di Traetto, cardinale e arcivescovo cattolico italiano (Napoli, n. 1805 - Napoli, † 1879)
- Domenico Cecchini, cardinale italiano (Roma, n. 1589 - Roma, † 1656)
- Domenico Consolini, cardinale italiano (Senigallia, n. 1806 - Roma, † 1884)
- Domenico Maria Corsi, cardinale e vescovo cattolico italiano (Firenze, n. 1633 - Rimini, † 1697)
- Domenico De Simone, cardinale italiano (Benevento, n. 1768 - Roma, † 1837)
- Domenico Ferrata, cardinale italiano (Gradoli, n. 1847 - Roma, † 1914)
- Domenico Giacobazzi, cardinale e vescovo cattolico italiano (Roma, n. 1444 - Roma, † 1527)
- Domenico Ginnasi, cardinale e arcivescovo cattolico italiano (Castel Bolognese, n. 1551 - Roma, † 1639)
- Domenico Maria Jacobini, cardinale e arcivescovo cattolico italiano (Roma, n. 1837 - Roma, † 1900)
- Domenico Jorio, cardinale italiano (Villa Santo Stefano, n. 1867 - Roma, † 1954)
- Domenico Lucciardi, cardinale italiano (Sarzana, n. 1796 - Senigallia, † 1864)
- Domenico Mariani, cardinale italiano (Posta, n. 1863 - Città del Vaticano, † 1939)
- Domenico Orsini d'Aragona, cardinale e principe italiano (Napoli, n. 1719 - Roma, † 1789)
- Domenico Silvio Passionei, cardinale e arcivescovo cattolico italiano (Fossombrone, n. 1682 - Monte Porzio Catone, † 1761)
- Domenico Pignatelli di Belmonte, cardinale e arcivescovo cattolico italiano (Napoli, n. 1730 - Palermo, † 1803)
- Domenico Pinelli, cardinale e vescovo cattolico italiano (Genova, n. 1541 - Roma, † 1611)
- Domenico Rivarola, cardinale e arcivescovo cattolico italiano (Genova, n. 1575 - Roma, † 1627)
- Domenico Rivera, cardinale, letterato e diplomatico italiano (Urbino, n. 1671 - Roma, † 1752)
- Domenico Sanguigni, cardinale e arcivescovo cattolico italiano (Terracina, n. 1809 - Roma, † 1882)
- Domenico Savelli, cardinale italiano (Speloncato, n. 1792 - Roma, † 1864)
- Domenico Serafini, cardinale e arcivescovo cattolico italiano (Roma, n. 1852 - Roma, † 1918)
- Domenico Spinucci, cardinale e arcivescovo cattolico italiano (Fermo, n. 1739 - Benevento, † 1823)
- Domenico Svampa, cardinale, principe e arcivescovo cattolico italiano (Montegranaro, n. 1851 - Bologna, † 1907)
- Domenico Tardini, cardinale e arcivescovo cattolico italiano (Roma, n. 1888 - Città del Vaticano, † 1961)
- Domenico Tarugi, cardinale e arcivescovo cattolico italiano (Ferrara, n. 1638 - Ferrara, † 1696)
- Domenico Toschi, cardinale e vescovo cattolico italiano (Castellarano, n. 1535 - Roma, † 1620)
- Domenico della Rovere, cardinale e vescovo cattolico italiano (Vinovo, n. 1442 - Roma, † 1501)

## Cartografi(1)
- Domenico Vigliarolo, cartografo e cosmografo italiano (Stilo)

## Cavalieri(1)
- Domenico Tasso, cavaliere italiano (Bergamo, n. 1467 - Bergamo, † 1538)

## Cestisti(7)
- Domenico Fantin, ex cestista italiano (Pordenone, n. 1961)
- Domenico Marcario, ex cestista e allenatore di pallacanestro canadese (Saint-Léonard, n. 1979)
- Domenico Marzaioli, ex cestista italiano (Maddaloni, n. 1991)
- Domenico Matassini, ex cestista italiano (Recanati, n. 1962)
- Domenico Morena, ex cestista italiano (Nagold, n. 1970)
- Domenico Pizzichemi, cestista e allenatore di pallacanestro italiano (Alessandria d'Egitto, n. 1940 - Selvazzano Dentro, † 2006)
- Domenico Zampolini, ex cestista e dirigente sportivo italiano (Spoleto, n. 1957)

## Chimici(2)
- Domenico Marotta, chimico, igienista e dirigente pubblico italiano (Palermo, n. 1886 - Roma, † 1974)
- Domenico Morichini, chimico e medico italiano (Civita d'Antino, n. 1773 - Roma, † 1836)

## Chitarristi(2)
- Nico Di Palo, chitarrista, cantante e compositore italiano (Genova, n. 1947)
- Dome La Muerte, chitarrista, cantautore e disc jockey italiano (Pisa, n. 1958)

## Ciclisti su strada(12)
- Domenico Allasia, ciclista su strada italiano (Torino, n. 1893 - † 1977)
- Domenico Cavallo, ciclista su strada e dirigente sportivo italiano (Fossano, n. 1961 - Foresto di Cavallermaggiore, † 2023)
- Domenico Cecchetti, ex ciclista su strada sammarinese (Rimini, n. 1941)
- Domenico Cittera, ciclista su strada italiano (Legnano, n. 1890 - Legnano, † 1958)
- Domenico Gualdi, ex ciclista su strada italiano (Tione di Trento, n. 1974)
- Domenico Massa, ciclista su strada italiano (Mele, n. 1917 - Genova, † 2008)
- Domenico Meldolesi, ciclista su strada italiano (Castiglione di Ravenna, n. 1940 - Mel, † 1992)
- Domenico Perani, ex ciclista su strada e pistard italiano (Cazzago San Martino, n. 1956)
- Domenico Piemontesi, ciclista su strada italiano (Boca, n. 1903 - Borgomanero, † 1987)
- Domenico Pozzovivo, ex ciclista su strada italiano (Policoro, n. 1982)
- Domenico Romano, ex ciclista su strada italiano (Volla, n. 1975)
- Domenico Schierano, ciclista su strada italiano (Torino, n. 1896 - Torino, † 1957)

## Compositori(24)
- Domenico Alberti, compositore, clavicembalista e cantante italiano (Venezia, n. 1710 - Roma, † 1740)
- Domenico Allegri, compositore e cantore italiano (Roma - Roma, † 1629)
- Domenico Auletta, compositore e organista italiano (Napoli, n. 1723 - Napoli, † 1753)
- Domenico Cimarosa, compositore italiano (Aversa, n. 1749 - Venezia, † 1801)
- Domenico Cortopassi, compositore e direttore d'orchestra italiano (Sarzana, n. 1875 - La Spezia, † 1961)
- Domenico De' Paoli, compositore italiano (Valdagno, n. 1894 - † 1985)
- Domenico Ferrabosco, compositore e cantore italiano (Bologna, n. 1513 - Bologna, † 1574)
- Domenico Fischietti, compositore italiano (Napoli, n. 1725 - Salisburgo, † 1810)
- Domenico Gabrielli, compositore e violoncellista italiano (Bologna, n. 1650 - Bologna, † 1690)
- Domenico Gallo, compositore e violinista italiano (Venezia, n. 1723 - Groppo, Ligure, † 1781)
- Domenico Gizzi, compositore e cantante castrato italiano (Arpino, n. 1680 - Napoli, † 1758)
- Domenico Guaccero, compositore italiano (Palo del Colle, n. 1927 - Roma, † 1984)
- Cesare Martuzzi, compositore e direttore di coro italiano (Alfonsine, n. 1885 - Forlì, † 1960)
- Domenico Mazzocchi, compositore italiano (Civita Castellana, n. 1592 - Roma, † 1665)
- Domenico Monleone, compositore e direttore d'orchestra italiano (Genova, n. 1875 - Genova, † 1942)
- Domenico Mustafà, compositore, direttore di coro e cantante castrato italiano (Sellano, n. 1829 - Montefalco, † 1912)
- Domenico Porretti, compositore e violoncellista italiano (Sora, n. 1709 - Madrid, † 1784)
- Nino Ravasini, compositore italiano (Como, n. 1900 - Milano, † 1980)
- Domenico Sarro, compositore italiano (Trani, n. 1679 - Napoli, † 1744)
- Domenico Savino, compositore italiano (Taranto, n. 1882 - New York, † 1973)
- Domenico Silverj, compositore italiano (Tolentino, n. 1818 - Tolentino, † 1900)
- Domenico Tritto, compositore italiano (Napoli, n. 1766 - Napoli, † 1851)
- Domenico Turi, compositore e pianista italiano (Noci, n. 1986)
- Domenico Zanatta, compositore e violinista italiano (Venezia - Verona, † 1748)

## Condottieri(2)
- Domenico Malatesta, condottiero italiano (Brescia, n. 1418 - Cesena, † 1465)
- Riccio da Parma, condottiero italiano (Soragna - Parma, † 1521)

## Contrabbassisti(1)
- Domenico Dragonetti, contrabbassista e compositore italiano (Venezia, n. 1763 - Londra, † 1846)

## Contraltisti(2)
- Domenico Albrici, contraltista italiano (Ostra)
- Domenico Annibali, contraltista italiano (Macerata, n. 1705 - Roma, † 1779)

## Coreografi(1)
- Gasparo Angiolini, coreografo, ballerino e compositore italiano (Firenze, n. 1731 - Milano, † 1803)

## Criminali(1)
- Domenico Balducci, criminale italiano (Roma, n. 1930 - Roma, † 1981)

## Critici cinematografici(1)
- Mino Argentieri, critico cinematografico e storico del cinema italiano (Pescara, n. 1927 - Roma, † 2017)

## Critici letterari(3)
- Domenico De Robertis, critico letterario e filologo italiano (Firenze, n. 1921 - Firenze, † 2011)
- Domenico Guerri, critico letterario italiano (Anghiari, n. 1880 - Firenze, † 1934)
- Domenico Petrini, critico letterario italiano (Rieti, n. 1902 - Rieti, † 1931)

## Critici teatrali(1)
- Domenico Danzuso, critico teatrale italiano (Catania, n. 1922 - Catania, † 2000)

## Cuochi(2)
- Domenico Melegatti, pasticciere italiano (Verona, n. 1844 - Verona, † 1914)
- Domenico Negri, cuoco italiano

## Danzatori(2)
- Domenico da Piacenza, danzatore italiano (Piacenza - Ferrara)
- Domenico Ronzani, ballerino, coreografo e compositore italiano (Trieste, n. 1804 - New York, † 1868)

## Dermatologi(1)
- Domenico Barduzzi, dermatologo e idrologo italiano (Brisighella, n. 1847 - Siena, † 1929)

## Diplomatici(5)
- Domenico Bonsi, diplomatico italiano (n. 1522 - † 1583)
- Domenico Brunenghi, diplomatico italiano (Finalborgo, n. 1833 - † 1910)
- Domenico Caracciolo, diplomatico e politico italiano (Malpartida de la Serena, n. 1715 - Napoli, † 1789)
- Domenico Federici, diplomatico e letterato italiano (Bargni, n. 1633 - Fano, † 1720)
- Domenico Fracassi di Torre Rossano, diplomatico, imprenditore e politico italiano (Trino, n. 1859 - Cherasco, † 1945)

## Direttori d'orchestra(1)
- Domenico Virgili, direttore d'orchestra italiano (Napoli, n. 1963)

## Direttori di coro(2)
- Domenico Cieri, direttore di coro e musicologo italiano (Ortona, n. 1935 - Roma, † 2002)
- Domenico Innominato, direttore di coro e compositore italiano (Monfalcone, n. 1956)

## Dirigenti d'azienda(2)
- Domenico Arcuri, dirigente d'azienda e funzionario italiano (Melito di Porto Salvo, n. 1963)
- Domenico De Sole, dirigente d'azienda italiano (Roma, n. 1944)

## Dirigenti pubblici(2)
- Domenico Cempella, dirigente pubblico italiano (Montefiascone, n. 1937 - Roma, † 2021)
- Domenico Crocco, dirigente pubblico e scrittore italiano (Bari, n. 1962)

## Dirigenti sportivi(7)
- Domenico Arnuzzo, dirigente sportivo e ex calciatore italiano (Genova, n. 1947)
- Domenico Cataldo, dirigente sportivo, arbitro di calcio e allenatore di calcio italiano (Siderno, n. 1925 - Lecce, † 2010)
- Domenico Luzzara, dirigente sportivo italiano (Cremona, n. 1922 - Cremona, † 2006)
- Domenico Maietta, dirigente sportivo e ex calciatore italiano (Cariati, n. 1982)
- Domenico Neri, dirigente sportivo, allenatore di calcio e ex calciatore italiano (Arezzo, n. 1952)
- Domenico Progna, dirigente sportivo, allenatore di calcio e ex calciatore italiano (San Donato di Lecce, n. 1963)
- Domenico Rosa Rosa, dirigente sportivo italiano (Castellammare di Stabia, n. 1922 - Foggia, † 2005)

## Disc jockey(1)
- DJ Angelo, disc jockey, comico e autore televisivo italiano (Seregno, n. 1966)

## Dogi(10)
- Domenico Canevaro, doge (Genova, n. 1683 - Genova, † 1745)
- Domenico II Contarini, doge (Venezia, n. 1585 - Venezia, † 1675)
- Domenico I Contarini, doge (Venezia, † 1071)
- Domenico Maria De Mari, doge italiano (Genova, n. 1653 - Genova, † 1726)
- Domenico Flabanico, doge († 1041)
- Domenico Fregoso, doge (Genova, n. 1325 - Genova, † 1390)
- Domenico Monegario, doge (Malamocco)
- Domenico Negrone, doge (Genova, n. 1672 - Genova, † 1736)
- Domenico Orseolo, doge
- Domenico Maria Spinola, doge (Bastia, n. 1666 - Bastia, † 1743)

## Drammaturghi(1)
- Domenico Luigi Barone, drammaturgo italiano (Liveri, n. 1685 - Napoli, † 1757)

## Ebanisti(1)
- Domenico Cucci, ebanista e incisore italiano (Todi, n. 1635 - Parigi, † 1704)

## Economisti(6)
- Domenico Cersosimo, economista e politico italiano (Laino Borgo, n. 1952)
- Domenico De Gennaro, economista e nobile italiano (Napoli, n. 1720 - † 1803)
- Domenico Grimaldi, economista, imprenditore e filosofo italiano (Seminara, n. 1734 - Reggio Calabria, † 1805)
- Domenico Manzoni, economista italiano (Oderzo)
- Domenico Mario Nuti, economista italiano (Arezzo, n. 1937 - Firenze, † 2020)
- Domenico Siniscalco, economista e banchiere italiano (Torino, n. 1954)

## Editori(4)
- Domenico Bulgarini, editore e scrittore italiano (Santa Fiora, n. 1887 - Santa Fiora, † 1966)
- Domenico Antonio Parrino, editore, attore teatrale e storico italiano (Napoli, n. 1642 - Napoli, † 1716)
- Domenico Sanfilippo, editore italiano (Adrano, n. 1891 - Catania, † 1976)
- Domenico De Rossi, editore italiano

## Fantini(5)
- Domenico Fradiacono, fantino italiano (Tivoli, n. 1877 - Tivoli, † 1952)
- Domenico Franceschini, fantino italiano
- Domenico Fulgenzi, fantino italiano
- Domenico Laschi, fantino italiano (Belforte - Siena, † 1773)
- Domenico Leoni, fantino italiano (Cinigiano, n. 1876 - Monticello Amiata, † 1964)

## Filantropi(1)
- Domenico Angeli, filantropo italiano (Rovigo, n. 1797 - Rovigo, † 1876)

## Filologi(3)
- Domenico Comparetti, filologo classico, papirologo e epigrafista italiano (Roma, n. 1835 - Firenze, † 1927)
- Domenico Maria Manni, filologo, editore e storico italiano (Firenze, n. 1690 - Firenze, † 1788)
- Domenico Santoro, filologo e storico italiano (Alvito, n. 1868 - Foggia, † 1922)

## Filosofi(4)
- Domenico Antonio Cardone, filosofo, poeta e avvocato italiano (Palmi, n. 1902 - Palmi, † 1986)
- Domenico D'Orsi, filosofo italiano (Palma di Montechiaro, n. 1930 - Catania, † 2010)
- Domenico Jervolino, filosofo e politico italiano (Sorrento, n. 1946 - Roma, † 2018)
- Domenico Mazzoni, filosofo e presbitero italiano (Comeana, n. 1783 - Pistoia, † 1853)

## Fisici(3)
- Domenico Giardini, geofisico italiano (Bologna, n. 1958)
- Domenico Pacini, fisico e meteorologo italiano (Marino, n. 1878 - Roma, † 1934)
- Domenico Scinà, fisico e storico italiano (Palermo, n. 1764 - Palermo, † 1837)

## Fotografi(6)
- Domenico Anderson, fotografo italiano (Roma, n. 1854 - Roma, † 1938)
- Domenico Cattarinich, fotografo e regista italiano (Roma, n. 1937 - Roma, † 2017)
- Domenico Coppi, fotografo italiano (Livorno, n. 1869 - Prato, † 1939)
- Mimmo Jodice, fotografo italiano (Napoli, n. 1934)
- Domenico Nardini, fotografo italiano (Guardia Vomano di Notaresco, n. 1895 - Teramo, † 1979)
- Domenico Riccardo Peretti Griva, fotografo, magistrato e antifascista italiano (Coassolo Torinese, n. 1882 - Torino, † 1962)

## Francescani(1)
- Domenico Stella, francescano e compositore italiano (Carpineto Romano, n. 1881 - Assisi, † 1956)

## Funzionari(6)
- Domenico Bartolini, funzionario e politico italiano (Roma, n. 1880 - Roma, † 1960)
- Domenico Elena, prefetto e politico italiano (Genova, n. 1811 - Genova, † 1879)
- Domenico Lenarduzzi, funzionario italiano (Torino, n. 1936 - Bruxelles, † 2019)
- Domenico Marco, prefetto, avvocato e politico italiano (Bollengo, n. 1816 - Bollengo, † 1889)
- Domenico Monti, funzionario e politico italiano (Fermo, n. 1816 - Fermo, † 1873)
- Domenico Salazar, prefetto italiano (Reggio Calabria, n. 1937 - Reggio Calabria, † 2009)

## Generali(14)
- Domenico Achille, generale italiano (Bari, n. 1948)
- Domenico Carbone, generale italiano (Reggio Calabria, n. 1854 - Roma, † 1923)
- Domenico Chiodo, generale e architetto italiano (Genova, n. 1823 - La Spezia, † 1870)
- Domenico Chirieleison, generale italiano (Asti, n. 1888 - Roma, † 1972)
- Domenico Corcione, generale italiano (Torino, n. 1929 - Torino, † 2020)
- Domenico Cucchiari, generale e politico italiano (Carrara, n. 1806 - Livorno, † 1900)
- Domenico Grandi, generale e politico italiano (Corinaldo, n. 1849 - Roma, † 1937)
- Domenico Guerrini, generale, scrittore e storico italiano (Ravenna, n. 1860 - Fratta Polesine, † 1928)
- Domenico Ludovico, generale, aviatore e scrittore italiano (Borbona, n. 1905 - Roma, † 1991)
- Domenico Mittica, generale e politico italiano (Sant'Ilario dello Ionio, n. 1894 - Greggio, † 1944)
- Domenico Pino, generale italiano (Milano, n. 1760 - Cernobbio, † 1826)
- Domenico Piva, generale e patriota italiano (Rovigo, n. 1826 - Rovigo, † 1907)
- Domenico Rossi, generale e politico italiano (Roma, n. 1951)
- Domenico Siciliani, generale italiano (Cirò, n. 1879 - Roma, † 1938)

## Geografi(1)
- Domenico Rossetti De Scander, geografo, letterato e avvocato austriaco (Trieste, n. 1774 - Trieste, † 1842)

## Geologi(2)
- Domenico Lovisato, geologo e paleontologo italiano (Isola d'Istria, n. 1842 - Cagliari, † 1916)
- Domenico Zaccagna, geologo e mineralogista italiano (Carrara, n. 1851 - Roma, † 1940)

## Gesuiti(2)
- Domenico Viva, gesuita e teologo italiano (Lecce, n. 1648 - Napoli, † 1726)
- Domenico Zipoli, gesuita, missionario e compositore italiano (Prato, n. 1688 - Córdoba, † 1726)

## Ginnasti(1)
- Domenico Grosso, ginnasta italiano (Legnano, n. 1922 - Castellanza, † 2005)

## Giocatori di biliardo(1)
- Domenico Acanfora, giocatore di biliardo italiano (Cercola, n. 1935 - Napoli, † 2020)

## Giornalisti(18)
- Domenico Bartoli, giornalista e saggista italiano (Torino, n. 1912 - Roma, † 1989)
- Mimmo Carratelli, giornalista italiano
- Domenico Iannacone, giornalista italiano (Torella del Sannio, n. 1962)
- Domenico Javarone, giornalista e scrittore italiano (n. 1913 - Roma, † 1979)
- Domenico Leccisi, giornalista, sindacalista e politico italiano (Molfetta, n. 1920 - Milano, † 2008)
- Domenico Marocchi, giornalista e conduttore televisivo italiano (San Benedetto del Tronto, n. 1981)
- Domenico Meccoli, giornalista e sceneggiatore italiano (Assisi, n. 1913 - Roma, † 1983)
- Domenico Montalto, giornalista e storico dell'arte italiano (Milano, n. 1954 - Milano, † 2011)
- Domenico Morace, giornalista italiano (Reggio Calabria, n. 1943)
- Domenico Oliva, giornalista, politico e poeta italiano (Torino, n. 1860 - Genova, † 1917)
- Domenico Porzio, giornalista, critico letterario e critico d'arte italiano (Taranto, n. 1921 - Cortina d'Ampezzo, † 1990)
- Domenico Quirico, giornalista italiano (Asti, n. 1951)
- Mimmo Scarano, giornalista, dirigente d'azienda e autore televisivo italiano (Roma, n. 1928 - Roma, † 2017)
- Dom Serafini, giornalista e editore italiano (Giulianova, n. 1949)
- Domenico Stinellis, giornalista italiano (Roma, n. 1963)
- Domenico Tempio, giornalista, editorialista e arbitro di calcio italiano (Catania, n. 1936 - Catania, † 2022)
- Domenico Valter Rizzo, giornalista e scrittore italiano (Sicilia, n. 1959)
- Domenico Zappone, giornalista e scrittore italiano (Palmi, n. 1911 - Palmi, † 1976)

## Giuristi(11)
- Domenico Aulisio, giurista e filologo italiano (Napoli, n. 1639 - Napoli, † 1717)
- Domenico Alberto Azuni, giurista e magistrato italiano (Sassari, n. 1749 - Cagliari, † 1827)
- Domenico Bastelli, giurista italiano
- Domenico Bonsi, giurista italiano (Firenze, n. 1430 - Firenze, † 1501)
- Domenico Cavallari, giurista e presbitero italiano (Garopoli, n. 1724 - Napoli, † 1781)
- Domenico Farias, giurista e filosofo italiano (Reggio Calabria, n. 1927 - Reggio Calabria, † 2002)
- Domenico Fois, giurista, politico e avvocato italiano (Bortigali, n. 1780 - Bortigali, † 1871)
- Domenico Moro, giurista e tipografo italiano (Barile, n. 1703 - Napoli)
- Domenico Pannaci, giurista e patriota italiano (Potenzoni di Briatico, n. 1823 - Napoli, † 1865)
- Domenico Lorenzo Ponziani, giurista, scacchista e presbitero italiano (Modena, n. 1719 - Modena, † 1796)
- Domenico Zanichelli, giurista italiano (Modena, n. 1858 - Lizzano in Belvedere, † 1908)

## Hockeisti su ghiaccio(3)
- Domenic Alberga, hockeista su ghiaccio canadese (Maple, n. 1992)
- Dominic Perna, ex hockeista su ghiaccio canadese (Montréal, n. 1977)
- Domenico Pittis, ex hockeista su ghiaccio canadese (Calgary, n. 1974)

## Hockeisti su pista(1)
- Domenico Illuzzi, hockeista su pista italiano (Bari, n. 1989)

## Illustratori(1)
- Nico Lubatti, illustratore e fumettista italiano

## Imprenditori(12)
- Domenico Agusta, imprenditore italiano (Palermo, n. 1907 - Milano, † 1971)
- Domenico Bosatelli, imprenditore italiano (Alzano Lombardo, n. 1933 - Bergamo, † 2022)
- Domenico Corona, imprenditore italiano (Isola del Liri, n. 1825 - Isola del Liri, † 1911)
- Domenico Costanzi, imprenditore italiano (Nocera Umbra, n. 1819 - Roma, † 1898)
- Domenico Genoino, imprenditore e politico italiano (Lanciano, n. 1814 - Lanciano, † 1869)
- Domenico Ghirardelli, imprenditore italiano (Rapallo, n. 1817 - Rapallo, † 1894)
- Domenico Gullaci, imprenditore italiano (n. 1958 - Marina di Gioiosa Ionica, † 2000)
- Domenico La Cavera, imprenditore italiano (Palermo, n. 1915 - Palermo, † 2011)
- Domenico Lucente, imprenditore, dirigente pubblico e politico italiano (Santa Severina, n. 1943 - Crotone, † 2022)
- Domenico Noviello, imprenditore italiano (San Cipriano d'Aversa, n. 1943 - Castel Volturno, † 2008)
- Domenico Piacentino, imprenditore e politico italiano (Trapani, n. 1893 - Trapani, † 1943)
- Domenico Scappino, imprenditore italiano (Trino, n. 1898 - Riccione, † 1980)

## Impresari teatrali(1)
- Domenico Barbaja, impresario teatrale italiano (Milano, n. 1778 - Napoli, † 1841)

## Incisori(5)
- Domenico Amici, incisore italiano (Roma, n. 1808)
- Domenico Cagnoni, incisore italiano (Verona, n. 1734 - Milano, † 1797)
- Domenico Cunego, incisore italiano (Verona - Roma, † 1803)
- Domenico Maria Bonavera, incisore italiano (Bologna, n. 1653 - † 1731)
- Domenico Tempesti, incisore e pittore italiano (Firenze, n. 1652 - † 1718)

## Informatici(2)
- Domenico Laforenza, informatico italiano (Acquaviva delle Fonti, n. 1952)
- Domenico Talia, informatico italiano (Sant'Agata del Bianco, n. 1960)

## Ingegneri(8)
- Domenico Manni, ingegnere italiano (Pistoia, n. 1646 - † 1741)
- Domenico Piccoli, ingegnere, politico e imprenditore italiano (Vicenza, n. 1854 - Pizzo, † 1921)
- Domenico Fortunato Savino, ingegnere e architetto italiano (Positano, n. 1804 - Mongiana, † 1872)
- Domenico Serena, ingegnere svizzero (Arogno)
- Domenico Sesta, ingegnere italiano (Vieste, n. 1937 - † 2002)
- Domenico Taccone, ingegnere e dirigente d'azienda italiano (Cassine, n. 1890 - Torino, † 1974)
- Domenico Zainy, ingegnere e politico italiano (Napoli, n. 1832)
- Domenico Genoese Zerbi, ingegnere italiano (Reggio Calabria, n. 1882 - Reggio Calabria, † 1942)

## Intagliatori(1)
- Domenico Atticciati, intagliatore italiano (Firenze)

## Inventori(1)
- Domenico Mastini, inventore italiano (Roma, n. 1897 - Milano, † 1973)

## Letterati(5)
- Domenico Bortolan, letterato e storico italiano (Vicenza, n. 1850 - Vicenza, † 1928)
- Domenico Grimani, letterato e cardinale italiano (Venezia, n. 1461 - Roma, † 1523)
- Domenico da Monticchiello, letterato italiano
- Domenico Perrero, letterato e storico italiano (Rocca Canavese, n. 1820 - Luserna San Giovanni, † 1899)
- Domenico Rossetti, letterato italiano (Vasto, n. 1772 - Parma, † 1816)

## Librettisti(1)
- Domenico Gilardoni, librettista italiano (Napoli, n. 1798 - Napoli, † 1831)

## Linguisti(1)
- Domenico Cernecca, linguista italiano (Valle d'Istria, n. 1914 - Pola, † 1989)

## Liutai(1)
- Domenico Montagnana, liutaio italiano (Lendinara, n. 1686 - Venezia, † 1750)

## Liutisti(1)
- Domenico Bianchini, liutista e compositore italiano (Udine - Venezia)

## Mafiosi(14)
- Domenico Alvaro, mafioso italiano (Sinopoli, n. 1924 - Sinopoli, † 2010)
- Domenico Barbaro, mafioso italiano (Platì, n. 1937 - Platì, † 2016)
- Domenico Bidognetti, mafioso e collaboratore di giustizia italiano (Napoli, n. 1966)
- Dominic Brooklier, mafioso statunitense (Los Angeles, n. 1914 - Los Angeles, † 1984)
- Domenico Cefalù, mafioso italiano (Palermo, n. 1947)
- Domenico Condello, mafioso italiano (Reggio Calabria, n. 1956)
- Domenico Libri, mafioso italiano (Reggio Calabria, n. 1934 - Napoli, † 2006)
- Domenico Oppedisano, mafioso italiano (Rosarno, n. 1930)
- Domenico Papalia, mafioso italiano (Platì, n. 1945)
- Domenico Raccuglia, mafioso italiano (Altofonte, n. 1964)
- Domenico Trimboli, mafioso italiano (Platì, n. 1955)
- Domenico Trimboli, mafioso italiano (Buenos Aires, n. 1954)
- Domenico Tripodo, mafioso italiano (Reggio Calabria, n. 1923 - Napoli, † 1976)
- Domenico Zumpano, mafioso italiano (Crotone, n. 1953 - Roma, † 1997)

## Magistrati(9)
- Domenico Abatemarco, magistrato, politico e patriota italiano (Lagonegro - Napoli, † 1872)
- Domenico Acclavio, magistrato e politico italiano (Taranto, n. 1762 - Portici, † 1828)
- Domenico Barone, magistrato italiano (Napoli, n. 1879 - Roma, † 1929)
- Domenico Cacopardo, magistrato, scrittore e conduttore radiofonico italiano (Rivoli, n. 1936)
- Domenico De Bonis, magistrato e personaggio televisivo italiano (Siracusa, n. 1932 - † 2021)
- Domenico Manzione, magistrato e politico italiano (Forino, n. 1955)
- Domenico Milani, magistrato e politico italiano (Guarcino, n. 1875 - Roma, † 1955)
- Domenico Sica, magistrato e prefetto italiano (Roma, n. 1932 - Roma, † 2014)
- Domenico de Ferrari, magistrato e politico italiano (Genova, n. 1804 - Torino, † 1882)

## Maratoneti(1)
- Domenico Ricatti, maratoneta e mezzofondista italiano (Barletta, n. 1979)

## Matematici(10)
- Domenico Amanzio, matematico e astronomo italiano (Marano di Napoli, n. 1854 - Napoli, † 1908)
- Domenico Chelucci, matematico e presbitero italiano (Lucca, n. 1681 - Roma, † 1754)
- Domenico Cipolletti, matematico italiano (Roma, n. 1840 - Firenze, † 1874)
- Domenico Cocoli, matematico e fisico italiano (Brescia, n. 1747 - † 1812)
- Domenico Corradi d'Austria, matematico italiano (Modena, n. 1677 - Modena, † 1756)
- Domenico Griminelli, matematico e presbitero italiano (Correggio)
- Domenico Guglielmini, matematico, chimico e medico italiano (Bologna, n. 1655 - Padova, † 1710)
- Domenico Montesano, matematico italiano (Potenza, n. 1863 - Salerno, † 1930)
- Domenico Quartaironi, matematico italiano (Messina, n. 1651 - Roma, † 1736)
- Domenico Turazza, matematico e politico italiano (Malcesine, n. 1813 - Padova, † 1892)

## Medici(15)
- Domenico Bertacchi, medico italiano (Camporgiano - Ferrara, † 1596)
- Domenico Biondi, medico italiano (Calvizzano, n. 1855 - Siena, † 1914)
- Domenico Bottone, medico italiano (Lentini, n. 1641)
- Domenico Cotugno, medico, anatomista e chirurgo italiano (Ruvo di Puglia, n. 1736 - Napoli, † 1822)
- Domenico Emanuelli, medico e politico italiano (Roma, n. 1910 - Roma, † 1950)
- Domenico Gagliardi, medico, scrittore e filosofo italiano (Marino, n. 1660 - Roma, † 1745)
- Domenico Lobello, medico e patriota italiano (Barletta, n. 1838 - Napoli, † 1913)
- Domenico Macaggi, medico, politico e criminologo italiano (Vignole Borbera, n. 1891 - Genova, † 1969)
- Domenico Palazzotto senior, medico italiano (Palermo, n. 1832 - Palermo, † 1894)
- Domenico Panaroli, medico e botanico italiano (Roma, n. 1587 - Sutri, † 1657)
- Domenico Ridola, medico, politico e archeologo italiano (Ferrandina, n. 1841 - Matera, † 1932)
- Domenico Scilipoti, medico e politico italiano (Barcellona Pozzo di Gotto, n. 1957)
- Domenico Minolfi Scovazzo, medico, patriota e politico italiano (Aidone, n. 1827 - Catania, † 1898)
- Domenico Tarsitani, medico italiano (Cittanova, n. 1817 - Torre del Greco, † 1873)
- Domenico Zinzi, medico e politico italiano (Marcianise, n. 1943)

## Mercanti(1)
- Domenico Dandolo, mercante italiano

## Militari(30)
- Domenico Angiulli, militare italiano (Gioia del Colle, n. 1969)
- Domenico Arcidiacono, militare e politico italiano (Riposto, n. 1895 - Conegliano, † 1956)
- Domenico Baffigo, militare e marinaio italiano (Cornigliano, n. 1912 - Napoli, † 1943)
- Domenico Bassetti, militare e patriota italiano (Lasino, n. 1828 - Lakhdaria, † 1871)
- Domenico Bastianini, militare e marinaio italiano (Tuscania, n. 1900 - Mar Mediterraneo, † 1941)
- Domenico Bevilacqua, militare e aviatore italiano (Tagliacozzo, n. 1912 - Pantelleria, † 1943)
- Domenico Bonamico, ufficiale e ingegnere italiano (Cavallermaggiore, n. 1846 - Torino, † 1925)
- Domenico Cariolato, militare italiano (Vicenza, n. 1835 - Roma, † 1910)
- Domenico Cento, militare italiano (Mammola, n. 1881 - Reggio Calabria, † 1933)
- Domenico Chinca, militare italiano (Brescia, n. 1818 - Brescia, † 1884)
- Domenico D'Angelo, militare italiano (Amatrice, n. 1899 - Larissa, † 1943)
- Domenico De Dominicis, militare italiano (Napoli, n. 1875 - Maharuga, † 1913)
- Domenico Di Carlo, militare italiano (Germania, n. 1971)
- Domenico Farini, militare e politico italiano (Montescutolo, n. 1834 - Roma, † 1900)
- Domenico Fazio, militare italiano (Cerenzia, n. 1921 - Como, † 1974)
- Domenico Grassi, militare italiano (Capriate San Gervasio, n. 1909 - Gheldejà di Conta, † 1937)
- Domenico Jachino, militare italiano (Alessandria, n. 1909 - Africa Settentrionale Italiana, † 1942)
- Domenico Millelire, militare italiano (La Maddalena, n. 1761 - La Maddalena, † 1827)
- Domenico Mondelli, militare e aviatore italiano (Asmara, n. 1886 - Roma, † 1974)
- Domenico Morosini, militare, diplomatico e politico italiano († 1156)
- Domenico Palazzotto, militare italiano (Palermo, n. 1894 - Basso Piave, † 1918)
- Domenico Pennestrì, ufficiale italiano (Reggio Calabria, n. 1899 - Porto Edda, † 1943)
- Domenico Petromasi, militare e scrittore italiano
- Domenico Picca, militare italiano (Molfetta, n. 1882 - Carso, † 1916)
- Domenico Primerano, militare e politico italiano (Napoli, n. 1829 - Roma, † 1911)
- Domenico Quaranta, militare e partigiano italiano (Napoli, n. 1920 - Cairo Montenotte, † 1944)
- Domenico Raimondo, militare e medico italiano (Finale Ligure, n. 1899 - Arbi Gherbià, † 1937)
- Domenico Russo, militare italiano (Santa Maria Capua Vetere, n. 1950 - Palermo, † 1982)
- Domenico Troilo, militare e patriota italiano (Gessopalena, n. 1922 - Lanciano, † 2007)
- Domenico Turitto, militare italiano (Cassano delle Murge, n. 1847 - Adua, † 1896)

## Missionari(1)
- Domenico Tarolli, missionario italiano (Castel Condino, n. 1797 - Pathein, † 1882)

## Monaci cristiani(2)
- Domenico Buonvicini, monaco cristiano e predicatore italiano (Pescia - Firenze, † 1498)
- Domenico di Prussia, monaco cristiano, presbitero e teologo tedesco (Danzica, n. 1384 - Treviri, † 1460)

## Musicisti(4)
- Domenico Ceccarossi, musicista italiano (Orsogna, n. 1910 - Ciampino, † 1997)
- Domenico Della Maria, musicista e compositore francese (Marsiglia, n. 1769 - Parigi, † 1800)
- Domenico Ferrari, musicista italiano (Piacenza, n. 1722 - Parigi, † 1780)
- Meco Monardo, musicista e produttore discografico statunitense (Johnsonburg, n. 1939 - Tamarac, † 2023)

## Naturalisti(2)
- Domenico Tata, naturalista e presbitero italiano (Cercepiccola, n. 1733)
- Domenico Viviani, naturalista italiano (Legnaro, n. 1772 - Genova, † 1840)

## Nobili(8)
- Minicuccio Ugolini, nobile e condottiero italiano (Preturo)
- Domenico Miskolc, nobile ungherese
- Domenico Gattilusio, nobile italiano (probabilmente a Focea Vecchia - † 1458)
- Domenico Antonio Grillo, nobile, patriota e politico italiano (Sant'Agata del Bianco, n. 1801 - Bovalino, † 1881)
- Domenico III Orsini d'Aragona, XVII duca di Gravina, nobile e politico italiano (Napoli, n. 1790 - Roma, † 1874)
- Domenico Trigona di Sant'Elia, nobile e politico italiano (Palermo, n. 1828 - Palermo, † 1906)
- Domenico Visconti Aicardi, nobile italiano (San Giorgio di Lomellina)
- Domenico Marquardo di Löwenstein-Wertheim-Rochefort, nobile tedesco (Wertheim, n. 1690 - Venezia, † 1738)

## Notai(3)
- Domenico da Gravina, notaio e storico italiano (Gravina)
- Domenico Bandini, notaio e letterato italiano (Arezzo, n. 1335 - Arezzo, † 1413)
- Domenico Tranaso, notaio e patriota italiano (Vieste, n. 1796 - Trani, † 1854)

## Numismatici(1)
- Domenico Promis, numismatico e bibliotecario italiano (n. 1804 - † 1874)

## Nuotatori(2)
- Domenico Acerenza, nuotatore italiano (Potenza, n. 1995)
- Domenico Fioravanti, ex nuotatore italiano (Trecate, n. 1977)

## Oboisti(1)
- Domenico Mancinelli, oboista e compositore italiano (Bologna, n. 1724 - Bologna, † 1804)

## Organari(1)
- Domenico Farinati, organaro italiano (Verona, n. 1857 - Verona, † 1942)

## Organisti(2)
- Domenico Alaleona, organista, compositore e critico musicale italiano (Montegiorgio, n. 1881 - Montegiorgio, † 1928)
- Domenico Severin, organista italiano

## Orologiai(1)
- Domenico Morezzi, orologiaio e imprenditore italiano (Masserano, n. 1897 - Masserano, † 1968)

## Pallamanisti(1)
- Domenico Ebner, pallamanista italiano (Friburgo, n. 1994)

## Pallanuotisti(1)
- Domenico Mattiello, pallanuotista italiano (Napoli, n. 1983)

## Pallavolisti(2)
- Domenico Cavaccini, pallavolista italiano (Salerno, n. 1987)
- Domenico Pace, pallavolista italiano (Castellana Grotte, n. 2000)

## Parolieri(1)
- Domenico Furnò, paroliere italiano (Napoli, n. 1892 - Roma, † 1983)

## Partigiani(5)
- Domenico Di Marco, partigiano italiano (Capitignano, n. 1928 - Tannenberg, † 1945)
- Domenico Lanza, partigiano italiano (Savona, n. 1909 - Piancastagna di Ponzone, † 1944)
- Domenico Mezzadra, partigiano e politico italiano (Windsor, n. 1920 - † 1986)
- Domenico Rivalta, partigiano italiano (Imola, n. 1910 - Imola, † 1945)
- Domenico Rolla, partigiano e politico italiano (Arcola, n. 1908 - Roma, † 1954)

## Patologi(1)
- Domenico Cirillo, patologo, entomologo e botanico italiano (Grumo Nevano, n. 1739 - Napoli, † 1799)

## Patriarchi cattolici(3)
- Domenico Marango, patriarca cattolico italiano (Malamocco)
- Domenico Marinangeli, patriarca cattolico italiano (Rocca di Cambio, n. 1831 - L'Aquila, † 1921)
- Domenico de' Marini, patriarca cattolico italiano (Genova, † 1635)

## Patrioti(15)
- Domenico Angherà, patriota italiano (Potenzoni, n. 1803 - Napoli, † 1873)
- Domenico Bellini, patriota italiano (Campobasso, n. 1817 - Roma, † 1889)
- Domenico Bisceglia, patriota e politico italiano (Donnici Superiore, n. 1756 - Napoli, † 1799)
- Domenico Carbone-Grio, patriota, giornalista e saggista italiano (Tresilico, n. 1839 - Reggio Calabria, † 1905)
- Domenico Carbone, patriota e scrittore italiano (Carbonara Scrivia, n. 1823 - Firenze, † 1883)
- Domenico Damis, patriota, generale e politico italiano (Lungro, n. 1824 - Lungro, † 1904)
- Domenico Fernelli, patriota italiano (Gonzaga, n. 1825 - Mantova, † 1908)
- Domenico Ferrari, patriota italiano (Taggia, n. 1808 - Alessandria, † 1833)
- Domenico Giuriati, patriota italiano (Venezia, n. 1829 - Milano, † 1904)
- Domenico Lupatelli, patriota italiano (Perugia, n. 1803 - Vallone di Rovito, † 1844)
- Domenico Moro, patriota italiano (Venezia, n. 1822 - Cosenza, † 1844)
- Domenico Peranni, patriota e politico italiano (Trapani, n. 1803 - Palermo, † 1875)
- Domenico Romeo, patriota italiano (Santo Stefano in Aspromonte, n. 1796 - Reggio Calabria, † 1847)
- Federico Seismit-Doda, patriota e politico italiano (Ragusa di Dalmazia, n. 1825 - Roma, † 1893)
- Domenico Zeppa, patriota e politico italiano (Vetralla, n. 1841 - Roma, † 1922)

## Pianisti(1)
- Domenico Piccichè, pianista e compositore italiano (Palermo, n. 1970)

## Piloti automobilistici(1)
- Domenico Schiattarella, pilota automobilistico italiano (Milano, n. 1967)

## Piloti motociclistici(3)
- Domenico Brigaglia, pilota motociclistico italiano (Sassari, n. 1958)
- Domenico Fenocchio, pilota motociclistico italiano (Ghedi, n. 1913 - Brescia, † 2007)
- Luca Morelli, pilota motociclistico italiano (Ariano Irpino, n. 1987)

## Poeti(16)
- Domenico Balestrieri, poeta italiano (Milano, n. 1714 - Milano, † 1780)
- Domenico Bolognese, poeta, drammaturgo e librettista italiano (Napoli, n. 1819 - Napoli, † 1881)
- Burchiello, poeta italiano (Firenze, n. 1404 - Roma, † 1449)
- Domenico Caruso, poeta e scrittore italiano (San Martino di Taurianova, n. 1933)
- Domenico Catazzo, poeta, agronomo e botanico italiano (Selva di Progno, n. 1715 - Selva di Progno, † 1792)
- Domenico Cipriano, poeta italiano (Guardia Lombardi, n. 1970)
- Domenico Galaverna, poeta, scrittore e tipografo italiano (Parma, n. 1825 - Collecchio, † 1903)
- Domenico Gnoli, poeta, storico dell'arte e bibliotecario italiano (Roma, n. 1838 - Roma, † 1915)
- Domenico Antonio Mele, poeta, librettista e medico italiano (Acquaviva delle Fonti, n. 1647 - Napoli, † 1723)
- Domenico Milelli, poeta e scrittore italiano (Catanzaro, n. 1841 - Palermo, † 1905)
- Domenico Simeone Oliva, poeta, letterato e traduttore italiano (Tursi, n. 1783 - Napoli, † 1842)
- Domenico Piro, poeta italiano (Aprigliano, n. 1660 - Aprigliano, † 1696)
- Domenico Ragnina, poeta italiano (Ragusa, n. 1536 - Ragusa, † 1607)
- Domenico Tempio, poeta italiano (Catania, n. 1750 - Catania, † 1821)
- Domenico Varagnolo, poeta e drammaturgo italiano (Venezia, n. 1882 - Venezia, † 1949)
- Domenico Venier, poeta italiano (Venezia, n. 1517 - Venezia, † 1582)

## Poliziotti(7)
- Domenico Attianese, poliziotto italiano (Scafati, n. 1941 - Napoli, † 1986)
- Domenico Bondi, carabiniere e partigiano italiano (Villa Minozzo, n. 1908 - Ciano d'Enza, † 1945)
- Domenico Giani, poliziotto e militare italiano (Arezzo, n. 1962)
- Domenico Marino, carabiniere italiano (Napoli, n. 1977)
- Domenico Marrara, carabiniere italiano (Reggio Calabria, n. 1929 - San Gregorio di Catania, † 1979)
- Domenico Ricci, carabiniere italiano (Staffolo, n. 1934 - Roma, † 1978)
- Domenico Taverna, poliziotto italiano (Taurianova, n. 1921 - Roma, † 1979)

## Presbiteri(22)
- Domenico Alfeno Vario, presbitero e giurista italiano (Sala Consilina, n. 1730 - Sala Consilina, † 1793)
- Domenico Canalella, presbitero e traduttore italiano (Mussomeli, n. 1914 - Palermo, † 1978)
- Domenico Chelini, presbitero e matematico italiano (Lucca, n. 1802 - Roma, † 1878)
- Domenico del Santissimo Sacramento, presbitero spagnolo (Dima, n. 1901 - Belmonte, † 1927)
- Domenico Loricato, presbitero italiano (Cantiano - San Severino Marche, † 1060)
- Domenico di Gesù Maria, presbitero spagnolo (Calatayud, n. 1559 - Vienna, † 1630)
- Domenico di Guzmán, presbitero spagnolo (Caleruega, n. 1170 - Bologna, † 1221)
- Domenico Antonio Donbattista, presbitero italiano (Scorrano, n. 1671 - Roma, † 1739)
- Domenico Giorgi, presbitero e letterato italiano (Rovigo, n. 1690 - Roma, † 1747)
- Domenico Ibáñez de Erquicia, presbitero spagnolo (Errezil, n. 1589 - Nagasaki, † 1633)
- Domenico Lentini, presbitero italiano (Lauria, n. 1770 - Lauria, † 1828)
- Domenico Leonati, presbitero italiano (Battaglia, n. 1703 - Padova, † 1793)
- Domenico Machetta, presbitero, compositore e musicista italiano (Nole, n. 1936)
- Domenico Magri, presbitero e orientalista maltese (La Valletta, n. 1604 - Viterbo, † 1672)
- Domenico Martire, presbitero e storico italiano (Perito, n. 1634 - Roma, † 1705)
- Domenico Milanesio, presbitero e missionario italiano (Settimo Torinese, n. 1843 - Bernal, † 1922)
- Domenico Moreni, presbitero e letterato italiano (Firenze, n. 1763 - Firenze, † 1835)
- Domenico Orlandini, presbitero, partigiano e antifascista italiano (n. 1913 - Pianzano di Carpineti, † 1977)
- Domenico Pogliani, presbitero italiano (Milano, n. 1838 - Arizzano Superiore, † 1921)
- Domenico Sisca, presbitero e storico italiano (Petilia Policastro, n. 1888 - Crotone, † 1969)
- Domenico Tanzella, presbitero italiano (Capurso, n. 1650 - Capurso, † 1730)
- Domenico Tuoc, presbitero vietnamita (Trung Lao, n. 1775 - Nam Dinh, † 1839)

## Principi(2)
- Domenico Cattaneo, principe italiano (Napoli, n. 1696 - Barra, † 1782)
- Domenico Costantino di Löwenstein-Wertheim-Rochefort, principe tedesco (Nancy, n. 1762 - Francoforte sul Meno, † 1814)

## Produttori cinematografici(2)
- Domenico Forges-Davanzati, produttore cinematografico italiano (Napoli, n. 1913 - † 1972)
- Domenico Procacci, produttore cinematografico, editore e produttore discografico italiano (Bari, n. 1960)

## Produttori discografici(1)
- Domenico Seren Gay, produttore discografico, paroliere e compositore italiano (Torino, n. 1931 - Torino, † 2003)

## Progettisti(1)
- Domenico Pucci, progettista italiano (Umbertide, n. 1903 - Umbertide, † 1980)

## Pugili(9)
- Domenico Adinolfi, ex pugile e attore italiano (Ceccano, n. 1946)
- Domenico Baccheschi, pugile italiano (Marciano della Chiana, n. 1931 - Grosseto, † 2010)
- Domenico Bernasconi, pugile italiano (Laglio, n. 1902 - Como, † 1978)
- Domenico Chiloiro, pugile italiano (Taranto, n. 1939 - Manduria, † 2016)
- Domenico Spada, ex pugile italiano (Roma, n. 1980)
- Domenico Tiberia, pugile italiano (Ceccano, n. 1938 - Veroli, † 1989)
- Benito Totti, pugile italiano (Medicina, n. 1914 - Forlì, † 1989)
- Domenico Urbano, pugile italiano (Vasto, n. 1976)
- Domenico Valentino, pugile italiano (Marcianise, n. 1984)

## Registi(7)
- Mimmo Calopresti, regista, sceneggiatore e attore cinematografico italiano (Polistena, n. 1955)
- Domenico Costanzo, regista, sceneggiatore e attore italiano (Firenze, n. 1962)
- Nico D'Alessandria, regista e sceneggiatore italiano (Roma, n. 1941 - Roma, † 2003)
- Domenico Distilo, regista e sceneggiatore italiano (Roma, n. 1978)
- Domenico Gaido, regista, sceneggiatore e costumista italiano (Torino, n. 1875 - Roma, † 1950)
- Domenico Paolella, regista e sceneggiatore italiano (Foggia, n. 1915 - Roma, † 2002)
- Mimmo Rafele, regista e sceneggiatore italiano (Catanzaro, n. 1947)

## Religiosi(14)
- Domenico Adelasio, religioso italiano (Bergamo - Bologna, † 1555)
- Domenico Bassi, religioso e pedagogista italiano (Piancastagnaio, n. 1875 - Firenze, † 1940)
- Domenico Benivieni, religioso italiano (Firenze, n. 1460 - † 1507)
- Domenico Blasucci, religioso italiano (Ruvo del Monte, n. 1732 - Materdomini, † 1752)
- Domenico Codagli, religioso e scrittore italiano (Orzinuovi, n. 1562 - Venezia)
- Domenico De Gubernatis, religioso e storico italiano (Sospitello - † 1690)
- Domenico Del Mela, religioso italiano (Galliano - Galliano, † 1755)
- Domenico da Cesariano, religioso italiano (Cesariano, n. 1450 - Cesariano, † 1510)
- Domenico della Madre di Dio, religioso italiano (Viterbo, n. 1792 - Reading, † 1849)
- Domenico Maria Federici, religioso e storico italiano (Verona, n. 1739 - Treviso, † 1808)
- Domenico Mancini, religioso italiano
- Domenico Antonio Sonni, religioso, matematico e politico italiano (Falerna, n. 1758 - Napoli, † 1840)
- Domenico Spadafora, religioso italiano (Randazzo, n. 1450 - Monte Cerignone, † 1521)
- Domenico Vernagalli, religioso italiano (Buti - Pisa, † 1219)

## Rivoluzionari(1)
- Domenico di Lano, rivoluzionario italiano (Siena)

## Rugbisti a 15(1)
- Domenico Armellin, rugbista a 15 italiano (Treviso, n. 1936)

## Saggisti(1)
- Domenico Berti, saggista, politico e storico della filosofia italiano (Cumiana, n. 1820 - Roma, † 1897)

## Santi(3)
- Domenico della Calzada, santo spagnolo (Viloria de Rioja - Santo Domingo de la Calzada, † 1109)
- Domenico Savio, santo italiano (San Giovanni di Riva presso Chieri, n. 1842 - Mondonio di Castelnuovo d'Asti, † 1857)
- Domenico del Val, santo spagnolo (Saragozza, n. 1243 - Saragozza, † 1250)

## Scacchisti(1)
- Domenico Postpischl, scacchista italiano (Venezia, n. 1905 - Milano, † 1980)

## Sceneggiatori(2)
- Domenico Matteucci, sceneggiatore italiano (n. 1947)
- Domenico Saverni, sceneggiatore e regista italiano (Palermo, n. 1958)

## Schermidori(2)
- Domenico Angelo, schermidore e scrittore italiano (Livorno, n. 1716 - Eton, † 1802)
- Domenico Pace, schermidore italiano (Padova, n. 1924 - Milano, † 2022)

## Scienziati(2)
- Domenico Agostino Vandelli, scienziato, naturalista e botanico italiano (Padova, n. 1735 - Lisbona, † 1816)
- Domenico Vandelli, scienziato, cartografo e matematico italiano (Levizzano Rangone, n. 1691 - Modena, † 1754)

## Scrittori(23)
- Domenico Ambruosi, scrittore e saggista italiano (Bitonto, n. 1830 - Napoli, † 1908)
- Domenico Basile, scrittore e poeta italiana (Napoli, n. 1596 - Napoli, † 1633)
- Domenico Luigi Batacchi, scrittore italiano (Pisa, n. 1748 - Orbetello, † 1802)
- Domenico Caminer, scrittore, giornalista e editore italiano (Venezia, n. 1731 - Orgiano, † 1796)
- Domenico Campana, scrittore, sceneggiatore e regista italiano (Reggio Calabria, n. 1929 - Roma, † 2022)
- Domenico Castorina, scrittore italiano (Catania, n. 1812 - Torino, † 1850)
- Domenico Cavalca, scrittore e religioso italiano (Vicopisano - Pisa, † 1342)
- Domenico Ciampoli, scrittore, bibliotecario e traduttore italiano (Atessa, n. 1852 - Roma, † 1929)
- Domenico Dara, scrittore italiano (Catanzaro, n. 1971)
- Domenico Gallo, scrittore e traduttore italiano (Genova, n. 1959)
- Domenico Giuliotti, scrittore italiano (San Casciano in Val di Pesa, n. 1877 - Greve in Chianti, † 1956)
- Domenico Michelessi, scrittore e presbitero italiano (Spinetoli, n. 1735 - Stoccolma, † 1773)
- Nico Naldini, scrittore e poeta italiano (Casarsa della Delizia, n. 1929 - Treviso, † 2020)
- Domenico Pittarini, scrittore e poeta italiano (Sandrigo, n. 1829 - El Trebol, † 1901)
- Domenico Rea, scrittore e giornalista italiano (Napoli, n. 1921 - Napoli, † 1994)
- Domenico Romoli, scrittore italiano
- Domenico Flavio Ronzoni, scrittore italiano (Carate Brianza, n. 1956)
- Domenico Rudatis, scrittore, esoterista e alpinista italiano (Venezia, n. 1898 - New York, † 1994)
- Domenico Sartori, scrittore italiano (Pisa, n. 1902 - Pisa, † 1956)
- Domenico Starnone, scrittore, sceneggiatore e insegnante italiano (Saviano, n. 1943)
- Domenico Triggiani, scrittore, drammaturgo e regista italiano (Bari, n. 1929 - Bari, † 2005)
- Domenico Trischitta, scrittore, giornalista e drammaturgo italiano (Catania, n. 1960)
- Domenico Tumiati, scrittore e drammaturgo italiano (Ferrara, n. 1874 - Bordighera, † 1943)

## Scultori(30)
- Domenico Aglio, scultore italiano (Vicenza)
- Domenico Aimo, scultore italiano (Varignana - Bologna, † 1539)
- Domenico Cafaggi, scultore italiano (Settignano, n. 1530 - Siena, † 1608)
- Domenico Corbarelli, scultore italiano (Padova, n. 1656 - Brescia, † 1732)
- Domenico Costantino, scultore italiano (Palermo, n. 1840 - Palermo, † 1915)
- Domenico De Lisi, scultore italiano (Palermo, n. 1870 - Palermo, † 1946)
- Domenico De Lorenzo, scultore italiano (Tropea - Garopoli, † 1812)
- Domenico del Barbieri, scultore italiano (Firenze)
- Domenico Fancelli, scultore italiano (Settignano, n. 1469 - Saragozza, † 1519)
- Domenico Gagini, scultore italiano (Bissone - Palermo, † 1492)
- Domenico Gar, scultore francese (Alta Marna - † 1529)
- Domenico Ghidoni, scultore italiano (Ospitaletto, n. 1857 - Milano, † 1920)
- Domenico Guidi, scultore italiano (Torano, n. 1625 - Roma, † 1701)
- Domenico Li Muli, scultore e pittore italiano (Trapani, n. 1902 - Trapani, † 2003)
- Domenico Merzagora, scultore italiano
- Domenico Pieratti, scultore italiano (Firenze, n. 1600 - Roma, † 1656)
- Domenico Piò, scultore italiano (Bologna, n. 1715 - Roma, † 1801)
- Domenico Poggini, scultore e medaglista italiano (Firenze, n. 1520 - Roma, † 1590)
- Domenico Ponzi, scultore italiano (Ravenna, n. 1891 - Anticoli Corrado, † 1973)
- Domenico Rambelli, scultore italiano (Faenza, n. 1886 - Roma, † 1972)
- Domenico Razeti, scultore italiano (Genova, n. 1870 - † 1926)
- Domenico Rosselli, scultore italiano (Pistoia, n. 1439 - Fossombrone)
- Domenico Sarti, scultore italiano (Carrara)
- Domenico Sartori, scultore italiano (Castione, n. 1709 - Vò Casaro, † 1781)
- Domenico Taiamonte, scultore italiano
- Domenico Trentacoste, scultore italiano (Palermo, n. 1859 - Firenze, † 1933)
- Domenico Tudisco, scultore italiano (Catania, n. 1919 - Catania, † 2013)
- Domenico del Tasso, scultore italiano (Firenze, n. 1440 - Firenze, † 1508)
- Domenico di Niccolò, scultore italiano (Siena, n. 1362 - † 1453)
- Domenico di Paris, scultore e architetto italiano (Monselice)

## Sindacalisti(1)
- Domenico Geraci, sindacalista italiano (Caccamo, n. 1954 - Caccamo, † 1998)

## Sociologi(2)
- Domenico De Masi, sociologo italiano (Rotello, n. 1938 - Roma, † 2023)
- Domenico Secondulfo, sociologo italiano (Ravenna, n. 1950)

## Sopranisti(1)
- Domenico Cecchi, sopranista italiano (Cortona, n. 1650 - Cortona, † 1717)

## Stilisti(1)
- Domenico Dolce, stilista e imprenditore italiano (Polizzi Generosa, n. 1958)

## Storici(15)
- Domenico Bernini, storico e biografo italiano (Roma, n. 1657 - Roma, † 1723)
- Domenico Carutti, storico, diplomatico e politico italiano (Cumiana, n. 1821 - Cumiana, † 1909)
- Domenico Confuorto, storico, genealogista e avvocato italiano
- Domenico De Giorgio, storico italiano (Oppido Mamertina, n. 1908 - Reggio Calabria, † 2003)
- Domenico Demarco, storico e economista italiano (Montecalvo Irpino, n. 1912 - Napoli, † 2008)
- Domenico Ligresti, storico italiano (Riposto, n. 1946 - Catania, † 2014)
- Domenico Malipiero, storico e generale italiano (Venezia, n. 1445 - Venezia, † 1513)
- Domenico Marincola Pistoia, storico, politico e patriota italiano (Catanzaro, n. 1818 - Catanzaro, † 1894)
- Domenico Minuto, storico italiano (Reggio Calabria, n. 1931)
- Domenico Morea, storico e presbitero italiano (Alberobello, n. 1833 - Conversano, † 1902)
- Domenico Musti, storico italiano (Sezze, n. 1934 - Roma, † 2010)
- Domenico Portera, storico e saggista italiano (Cefalù, n. 1932 - Cefalù, † 2006)
- Domenico Roccia, storico, antifascista e partigiano italiano (Villanova Solaro, n. 1908 - Vercelli, † 1982)
- Domenico Romanelli, storico, archeologo e abate italiano (Fossacesia, n. 1756 - Napoli, † 1819)
- Domenico Santoro, storico, giurista e medico italiano (Altamura - Altamura)

## Storici della filosofia(3)
- Edmondo Cione, storico della filosofia, politico e critico letterario italiano (Napoli, n. 1908 - Napoli, † 1965)
- Domenico Losurdo, storico della filosofia italiano (Sannicandro di Bari, n. 1941 - Ancona, † 2018)
- Domenico Pesce, storico della filosofia italiano (Torre Le Nocelle, n. 1913 - Parma, † 1993)

## Taekwondoka(1)
- Domenico D'Alise, taekwondoka italiano (Casoria, n. 1970 - Casoria, † 2019)

## Tastieristi(1)
- Mimmo Camporeale, tastierista italiano (Milano, n. 1960)

## Tennisti(1)
- Domenico Vicini, tennista sammarinese (Finale Ligure, n. 1971)

## Tenori(7)
- Domenico Crivelli, tenore italiano (Brescia, n. 1793 - Londra, † 1856)
- Domenico Donzelli, tenore italiano (Bergamo, n. 1790 - Bologna, † 1873)
- Domenico Guardasoni, tenore e impresario teatrale italiano (Modena - Vienna, † 1806)
- Domenico Mombelli, tenore, compositore e impresario teatrale italiano (Villanova Monferrato, n. 1755 - Bologna, † 1835)
- Domenico de' Panzacchi, tenore italiano (Imola, n. 1733 - Bologna)
- Domenico Reina, tenore svizzero (Lugano, n. 1796 - Milano, † 1843)
- Domenico Ronconi, tenore italiano (Lendinara, n. 1772 - Milano, † 1839)

## Teologi(5)
- Domenico Giovanni Candela, teologo e gesuita italiano (San Fratello, n. 1541 - Catania, † 1606)
- Domenico da Brindisi, teologo, grecista e diplomatico italiano
- Fra Domenico di Giovanni, teologo e religioso italiano (Rezzato-Botticino, n. 1404 - Firenze, † 1483)
- Domenico Marin, teologo italiano (Annone Veneto - Portogruaro, † 1633)
- Domenico Maria Valensise, teologo e arcivescovo cattolico italiano (Polistena, n. 1832 - Polistena, † 1916)

## Tipografi(2)
- Domenico Basa, tipografo italiano (Cividale del Friuli - Roma, † 1596)
- Domenico Frisolino, tipografo italiano

## Tiratori a segno(2)
- Domenico Giambonini, tiratore a segno svizzero (Lugano, n. 1868 - Bellinzona, † 1956)
- Domenico Matteucci, tiratore a segno italiano (Ravenna, n. 1895 - † 1976)

## Tuffatori(1)
- Domenico Rinaldi, tuffatore italiano (Pontevico, n. 1959)

## Umanisti(2)
- Domenico Lazzarini, umanista, filologo e presbitero italiano (Morrovalle, n. 1668 - Padova, † 1734)
- Domenico Mellini, umanista, letterato e diplomatico italiano (Firenze, n. 1531 - Firenze, † 1620)

## Velisti(2)
- Domenico Carattino, velista italiano (Varazze, n. 1920 - Varazze, † 2014)
- Domenico Mordini, velista italiano (Genova, n. 1898 - Genova, † 1948)

## Velocisti(4)
- Domenico Nettis, ex velocista italiano (Acquaviva delle Fonti, n. 1972)
- Domenico Fontana, velocista italiano (Bassano del Grappa, n. 1989)
- Domenico Gorla, ex velocista italiano (Milano, n. 1965)
- Domenico Rao, ex velocista italiano (Catania, n. 1977)

## Vescovi(3)
- Domenico di Malamocco, vescovo e diplomatico italiano
- Domenico I di Sutri, vescovo italiano
- Domenico II di Sutri, vescovo italiano

## Vescovi cattolici(44)
- Domenico Amoroso, vescovo cattolico italiano (Messina, n. 1927 - Trapani, † 1997)
- Domenico Ballati-Nerli, vescovo cattolico italiano (Mantova, n. 1657 - Colle di Val d'Elsa, † 1748)
- Domenico Beneventi, vescovo cattolico italiano (Castelmezzano, n. 1974)
- Domenico Bollani, vescovo cattolico italiano (n. 1552 - Padova, † 1613)
- Domenico Bornigia, vescovo cattolico italiano (Jesi, n. 1891 - Sansepolcro, † 1963)
- Domenico Buttaoni, vescovo cattolico italiano (Tolfa, n. 1757 - Fabriano, † 1822)
- Domenico Cancian, vescovo cattolico italiano (Mareno di Piave, n. 1947)
- Domenico Casablanca, vescovo cattolico italiano (Savoca - Vico Equense, † 1564)
- Domenico Coletta, vescovo cattolico italiano (Sovana - † 1520)
- Domenico Cornacchia, vescovo cattolico italiano (Altamura, n. 1950)
- Domenico Tarcisio Cortese, vescovo cattolico italiano (San Giovanni in Fiore, n. 1931 - Roma, † 2011)
- Domenico Crusco, vescovo cattolico italiano (Grisolia, n. 1934 - Grisolia, † 2013)
- Domenico d'Anglona, vescovo cattolico italiano (Montefiascone, † 1432)
- Domenico Dominici, vescovo cattolico e teologo italiano (Venezia, n. 1416 - Brescia, † 1478)
- Domenico Fanelli, vescovo cattolico italiano (Riccia, n. 1807 - Teggiano, † 1883)
- Domenico Feudale, vescovo cattolico e teologo italiano (Isca sullo Ionio, n. 1750 - Crotone, † 1828)
- Domenico Maria Gelmini, vescovo cattolico italiano (Ossago, n. 1807 - Lodi, † 1888)
- Domenico Giordani, vescovo cattolico italiano (Napoli - Isernia, † 1640)
- Domenico Maria Lo Jacono, vescovo cattolico italiano (Siculiana, n. 1786 - Girgenti, † 1860)
- Domenico Mezzadri, vescovo cattolico italiano (San Rocco al Porto, n. 1867 - Chioggia, † 1936)
- Domenico Mignanti, vescovo cattolico italiano (Tolfa, n. 1824 - Orte, † 1889)
- Domenico Minio, vescovo cattolico italiano (Burano, n. 1628 - Venezia, † 1698)
- Domenico Mogavero, vescovo cattolico italiano (Castelbuono, n. 1947)
- Domenico Morelli, vescovo cattolico e letterato italiano (Cutro, n. 1714 - Napoli, † 1804)
- Domenico Orlando, vescovo cattolico italiano (Prizzi, n. 1756 - † 1839)
- Domenico Padovano, vescovo cattolico italiano (Mola di Bari, n. 1940 - Mola di Bari, † 2019)
- Domenico Pecile, vescovo cattolico italiano (San Vito di Fagagna, n. 1922 - Udine, † 2011)
- Domenico Petrucci, vescovo cattolico italiano (Civita Castellana - Bisignano, † 1598)
- Domenico Pompili, vescovo cattolico italiano (Roma, n. 1963)
- Domenico Ricciardone, vescovo cattolico italiano (Chieti, n. 1758 - Penne, † 1845)
- Domenico Sabbatino, vescovo cattolico e teologo italiano (Strongoli, n. 1653 - Tursi, † 1721)
- Domenico Savarese, vescovo cattolico italiano (Qualiano, n. 1903 - Napoli, † 1955)
- Domenico Scopelliti, vescovo cattolico italiano (Catona, n. 1841 - Oppido Mamertina, † 1922)
- Domenico Angelo Scotti, vescovo cattolico italiano (Pollutri, n. 1942)
- Domenico Sigalini, vescovo cattolico italiano (Dello, n. 1942)
- Domenico Spoto, vescovo cattolico italiano (Sant'Angelo Muxaro, n. 1729 - Cefalù, † 1808)
- Domenico Taglialatela, vescovo cattolico italiano (Panicocoli, n. 1666 - L'Aquila, † 1742)
- Domenico Antonio Thun, vescovo cattolico italiano (Trento, n. 1686 - Trento, † 1758)
- Domenico Turano, vescovo cattolico italiano (Palermo, n. 1814 - Palermo, † 1885)
- Domenico Valguarnera, vescovo cattolico italiano (Palermo, n. 1697 - Palermo, † 1751)
- Domenico Maria Villa, vescovo cattolico italiano (Bassano, n. 1818 - Parma, † 1882)
- Domenico Belisario de Bellis, vescovo cattolico italiano (Casamassima, n. 1647 - Roma, † 1701)
- Domenico Maria della Ciaia, vescovo cattolico italiano (Siena, n. 1642 - Pitigliano, † 1713)
- Domenico della Rovere, vescovo cattolico italiano (Asti, n. 1518 - Asti, † 1587)

## Vetrai(1)
- Domenico Bussolin, vetraio italiano (Venezia - Padova, † 1886)

## Violinisti(2)
- Domenico Dall'Oglio, violinista e compositore italiano (Padova - Narva, † 1764)
- Domenico Nordio, violinista italiano (Piove di Sacco, n. 1971)

## Violoncellisti(1)
- Domenico Laboccetta, violoncellista e cantante italiano (Messina, n. 1823 - Napoli, † 1896)

## Wrestler(2)
- Domenico Lucciarini, wrestler e attore italiano (Italia, n. 1936 - Gerli, † 2008)
- Dominic DeNucci, wrestler italiano (Frosolone, n. 1932 - McCandless, † 2021)

## Senza attività specificata(5)
- Domenico Comino, ex politico italiano (Morozzo, n. 1955)
- Domenico Melani, cantante castrato italiano (n. 1633 - Firenze, † 1690)
- Menocchio, italiano (Montereale Valcellina, n. 1532 - Portogruaro)
- Domenico Nania, ex politico italiano (Barcellona Pozzo di Gotto, n. 1950)
- Domenico Selva, italiano (Maniago - † 1758)